# Jardín Botánico de Bad Langensalza

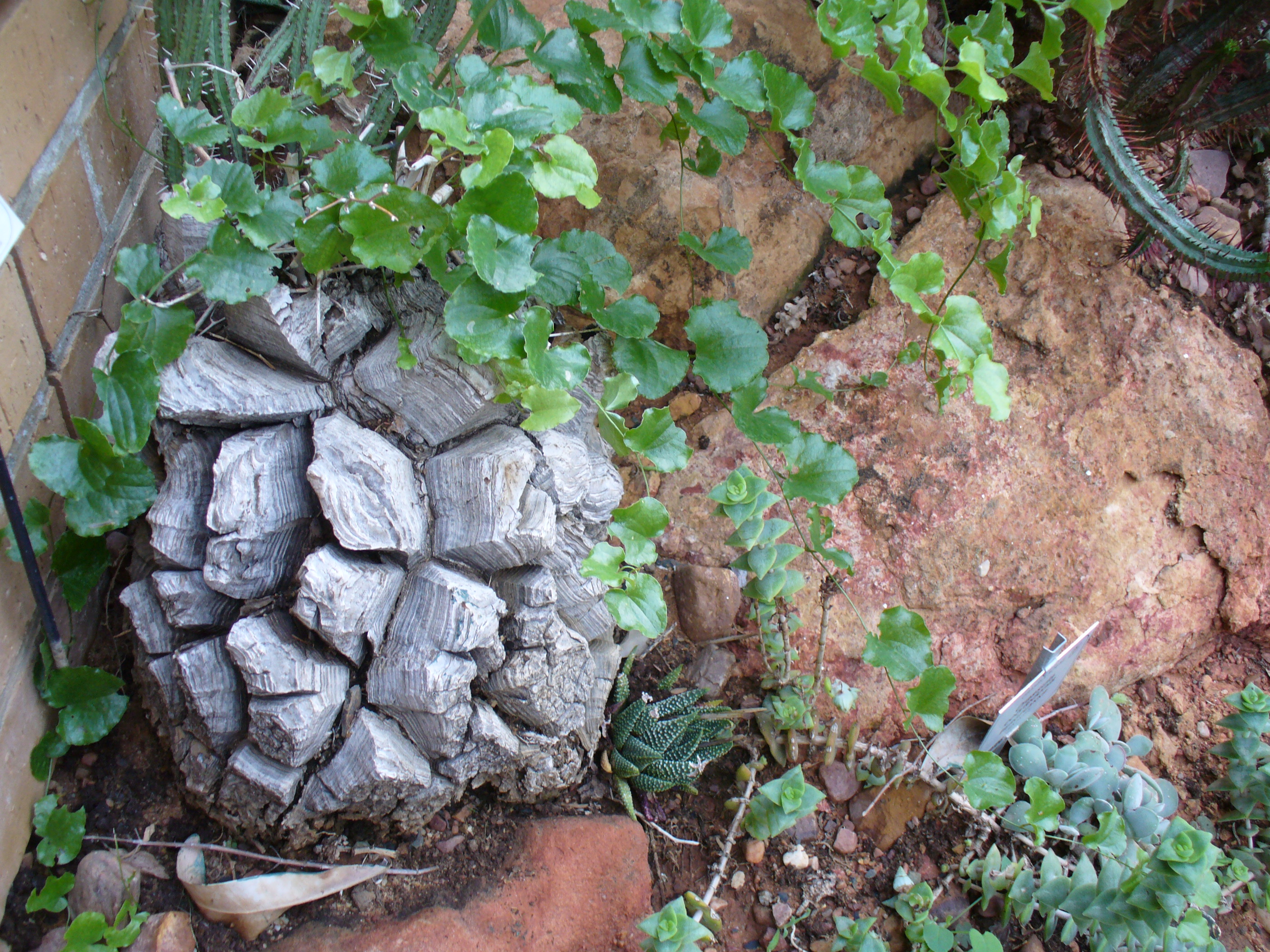
Dioscorea elephantipes, vid tuberosa oriunda de Sudáfrica.

El Jardín Botánico de Bad Langensalza en alemán : Botanischer Garten in Bad Langensalza es un jardín botánico de unos 14 000 m² de extensión en Bad Langensalza, Alemania. Su código de reconocimiento internacional como institución botánica, así como las siglas de su herbario es LSALZ.

## Localización
El jardín botánico se ubica en la proximidad de las "Friederikentherme" y no lejos del Kurpark, formando un conjunto con otros parques y la rosaleda de la ciudad de Bad Langensalza. 
Botanical Garden in Bad Langensalza Cure society Bad Langensalza mbH , Kurpromenade 5b Bad Langensalza
D-99947, Thüringen-Turingia, Deutschland-Alemania.51°6′18.36″N 10°34′40.0794″E / 51.1051000, 10.577799833
Se encuentra abierto a diario en los meses cálidos del año. La entrada es gratuita. 

## Historia
El jardín botánico abrió sus puertas en el año 2002. 

## Colecciones
En 9 secciones de diferentes jardines temáticos, se exhiben plantas procedentes de todos los continentes de la tierra que tienen la característica común de su resistencia a las heladas y a los duros inviernos. 
Una de sus secciones forma el centro del jardín botánico donde una pérgola rodea la colección de suculentas ubicada en el invernadero "Sukkulentenhaus" (casa de las suculentas) que alberga un ejemplar de Agave striata de 40 años de edad además de otros agaves, cactus, yucas, además de notables especímenes de Agave americana y Dioscorea elephantipes. 
Otras de sus secciones son :
- Alpinum,
- Humedal y prado,
- Jardín de plantas medicinales y aromáticas,
- Colección de plantas de la región de Turingia que se pueden encontrar en el parque nacional de "Kalk-Magerrasen des Nationalpark Hainich", así como las plantas amenazadas de extinción de esta región.